# Epilasioptera iresinis
Epilasioptera iresinis är en tvåvingeart som beskrevs av Edwin Möhn 1964. Epilasioptera iresinis ingår i släktet Epilasioptera och familjen gallmyggor.
Artens utbredningsområde är El Salvador. Inga underarter finns listade i Catalogue of Life.